# مامادو دانسو
مامادو دانسو (بالإنجليزية: Mamadou Danso)‏ (27 أبريل 1983 بسيريكوندا في غامبيا - ) هو لاعب كرة قدم غامبي في مركز الدفاع. شارك مع منتخب غامبيا لكرة القدم. أما مع النوادي، فقد لعب مع إمباكت مونتريال وبورتلاند تمبرز ونادي شمال كارولاينا وPortland Timbers (2001–2010) ‏ وNorth Carolina FC U23 ‏ وRayo OKC ‏.

## وصلات خارجية
- مامادو دانسو على موقع الدوري الأمريكي (الإنجليزية)
- مامادو دانسو على موقع قاعدة بيانات كرة القدم.إي يو (الإنجليزية)
- مامادو دانسو على موقع ناشيونال فوتبول تيمز (الإنجليزية)
- مامادو دانسو على موقع Soccerway.com (الإنجليزية)
- مامادو دانسو على موقع عالم كرة القدم.نت (الإنجليزية)